# Leiningen
Leiningen és una dinastia feudal alemanya que va governar inicialment la regió de Saargau i des del 1220 el comtat de Leiningen.
El primer ancestre conegut és Siegbert, comte de Sarebrugka (Saarbrucken, a la regió de Trèveris) documentat vers el 1080. El comte Simó II va heretar el comtat de Leiningen per matrimoni amb la comtessa hereva Lucarda, germana del darrer comte de Leiningen, Frederic (+1220). Simó II va morir el 1211 i va deixar els drets al comtat al seu segon fill Frederic (II), que va ser comte el 1220, el qual a més a més va adquirir el comtat de Dagsburg (prop de Saarburg a Lorena) vers el 1240. El 1317 va morir el comte Frederic V de Leiningen i Dagsburg i els seus hereus es van repartir l'herència sorgint les línies Leiningen-Leiningen i Leningen-Dagsburg (Alt Leiningen) després Leiningen-Hartenburg

## Comtes de Leiningen i des de 1235 de Leiningen i Dagsburg
- Emich I + 1117
- Emich II 1117-després de 1141 >
- Emich III després de 1141- v. 1159
- Emich IV v. 1159-1197
- Frederic I 1197-1220
- Lucarda (germana) 1220
- Simó (II de Saarbrucken) (marit +1211)
- Frederic II 120-1237 (comte de Dagsburg vers 1235)
- Emich V 1237-1276 (comte de Dagsburg)
- Frederic III 1276-1277 (comte de Dagsburg)
- Frederic IV 1277-1299 (comte de Dagsburg)
- Emich II 1281-1289 (associat)
- Frederic V 1292-1317 (associat 1289-1299)

## Segona casa comtal
La branca Leiningen-Leiningen va anar per matrimoni als comtes de Westerburg el 1449 i conjuntament es va formar el 1459 el comtat de Westerburg-Leiningen que el 1506 (en heretar més territoris d'una altra branca dels Leiningen, el comtat de Leiningen-Rickingen) va passar a dir-se Leiningen-Westerburg. Aquesta línia es va dividir el 1557 en tres línies, una de les quals va constituir el comtat o branca de Leiningen, que va heretar els dominis d'una de les altres branques (la de Westerburg) el 1597.
El 1622 es va dividir altre cop en tres branques comtals, de les quals una va conservar el nom de Leiningen fins al 1635 en què es va extingir i va passar a la branca comtal de Rickingen.

## Comtes de Leiningen
- Felip II 1557-1597
- Lluís 1597-1622
- Joan Casimir 1622-1635